# Contigo por siempre...
Contigo por siempre... es el quincuagésimo octavo álbum de la banda sinaloense mexicana El Recodo de Cruz Lizárraga, lanzado el 24 de julio de 2001 por el sello Fonovisa.
Fue el último álbum que grabó Germán Lizárraga con la banda ya que desde entonces entró como solista juntando la Banda Estrellas de Sinaloa.
Recibió una nominación a los Premios Grammy de 2001 en la categoría mejor álbum de banda.

## Lista de canciones
| N.º | Título                               | Duración |  |
| 1.  | «Y Llegaste Tú (ranchera)»           | 3:15     |  |
| 2.  | «Quisiera Ser (balada)»              | 3:27     |  |
| 3.  | «La Chiquilla (cumbia)»              | 3:07     |  |
| 4.  | «Te Equivocaste (ranchera)»          | 3:30     |  |
| 5.  | «Como Pudiste (balada)»              | 3:07     |  |
| 6.  | «Pero No Me Quieres (cumbia)»        | 3:20     |  |
| 7.  | «Contigo Por Siempre (balada)»       | 3:25     |  |
| 8.  | «Vuelve Amor (merengue)»             | 3:30     |  |
| 9.  | «Pero Vas A Pagar (ranchera)»        | 2:23     |  |
| 10. | «Tu Eres Fácil De Querer (balada)»   | 4:04     |  |
| 11. | «La Crazy Loca (cumbia)»             | 3:41     |  |
| 12. | «Cada Vez Te Extraño Más (ranchera)» | 3:13     |  |
| 13. | «Interactivo»                        |          |  |